# Monaster św. Eliasza w Odessie
Monaster św. Eliasza – prawosławny męski klasztor w Odessie, w jurysdykcji eparchii odeskiej Ukraińskiego Kościoła Prawosławnego Patriarchatu Moskiewskiego, zorganizowany w 1995 przy dawnej placówce filialnej skitu św. Eliasza na górze Athos. 
Monaster został utworzony w 1884 jako placówka filialna rosyjskiego skitu św. Eliasza na górze Athos. Powstała ona w celu koordynowania pielgrzymek Rosjan na Athos, organizacji noclegu i transportu dla pielgrzymów. W 1890 Świątobliwy Synod Rządzący i arcybiskup chersoński Nikanor zgodzili się na powiększenie placówki filialnej i wzniesienie odrębnej cerkwi. Kamień węgielny pod budowę świątyni położył 10 listopada 1894 archimandryta Gabriel. Dwa lata później ukończono prace nad wzniesieniem cerkwi z trzema ołtarzami; 22 grudnia 1896 obiekt ten został poświęcony przez biskupa chersońskiego Justyna. Szczególnymi obiektami kultu w świątyni stały się ikona Matki Bożej „Karmiąca Mlekiem”, cząsteczka Krzyża Pańskiego oraz relikwie lewej stopy apostoła Andrzeja. 
W 1922 placówka filialna skitu św. Eliasza została zlikwidowana, jej cerkiew była czynna jeszcze do lat 1928–1932. W 1995 przy zwróconej Rosyjskiemu Kościołowi Prawosławnemu świątyni utworzony został monaster św. Eliasza w jurysdykcji eparchii odeskiej Patriarchatu Moskiewskiego.